# Distretto di Baruunbùrėn
Il distretto di Baruunbùrėn è uno dei sedici distretti (sum) in cui è suddivisa la provincia del Sėlėngė, in Mongolia. Conta una popolazione di 2.702 abitanti (censimento 2008). 